# Sergueï Joukov
Pour les articles homonymes, voir Joukov (homonymie).
Sergueï Petrovitch Joukov - en russe : Серге́й Петро́вич Жу́ков et en anglais : Sergei Zhukov (né le 23 novembre 1975 à Novossibirsk en URSS) est un joueur professionnel russe de hockey sur glace. Il évolue au poste de défenseur.

## Biographie

### Carrière de joueur
Formé au Sibir Novossibirsk, il débute en senior en 1994 dans la Superliga. Il intègre en cours de saison l'effectif du Lokomotiv Iaroslavl. Il est repêché en 8e ronde, 203e au total par les Bruins de Boston au repêchage d'entrée 1995 de la Ligue nationale de hockey. Avec les cheminots, il a remporté le championnat national en 1997, 2002 et 2003. En 2009, l'équipe s'incline en finale de la Coupe Gagarine face aux Ak Bars Kazan.

### Carrière internationale
Il a représenté la Russie au niveau international. Il a participé à plusieurs éditions des championnats du monde, aux Jeux olympiques de 2006. Il a remporté l'Euro Hockey Tour 2005-2006.

## Trophées et honneurs personnels
- Superliga
  - 2002 : participe au Match des étoiles avec l'équipe Ouest.
  - 2003-2004 : nommé joueur le plus courtois.
- Kontinentalnaïa Hokkeïnaïa Liga
  - 2009-2010 : nommé joueur avec le meilleur esprit sportif avec Rouslan Khassanchine.

## Statistiques

### En club
| Saison    | Équipe              | Ligue     |    | Saison régulière | Saison régulière | Saison régulière | Saison régulière | Saison régulière |   | Séries éliminatoires | Séries éliminatoires | Séries éliminatoires | Séries éliminatoires | Séries éliminatoires |
| Saison    | Équipe              | Ligue     | PJ | B                | A                | Pts              | Pun              | PJ               | B | A                    | Pts                  | Pun                  |                      |                      |
| 1994-1995 | Sibir Novossibirsk  | Superliga | 36 | 1                | 4                | 5                | 22               | -                | - | -                    | -                    | -                    |                      |                      |
| 1994-1995 | Torpedo Iaroslavl   | Superliga | 27 | 1                | 0                | 1                | 4                | -                | - | -                    | -                    | -                    |                      |                      |
| 1995-1996 | Torpedo Iaroslavl   | Superliga | 52 | 0                | 2                | 2                | 30               | -                | - | -                    | -                    | -                    |                      |                      |
| 1996-1997 | Torpedo Iaroslavl   | Superliga | 44 | 0                | 6                | 6                | 34               | -                | - | -                    | -                    | -                    |                      |                      |
| 1997-1998 | Torpedo Iaroslavl   | Superliga | 46 | 2                | 6                | 8                | 26               | -                | - | -                    | -                    | -                    |                      |                      |
| 1998-1999 | Torpedo Iaroslavl   | Superliga | 40 | 1                | 2                | 3                | 16               | 10               | 2 | 1                    | 3                    | 4                    |                      |                      |
| 1999-2000 | Torpedo Iaroslavl   | Superliga | 36 | 1                | 4                | 5                | 14               | -                | - | -                    | -                    | -                    |                      |                      |
| 2000-2001 | Lokomotiv Iaroslavl | Superliga | 44 | 1                | 4                | 5                | 16               | -                | - | -                    | -                    | -                    |                      |                      |
| 2001-2002 | Lokomotiv Iaroslavl | Superliga | 48 | 2                | 7                | 9                | 20               | -                | - | -                    | -                    | -                    |                      |                      |
| 2002-2003 | Lokomotiv Iaroslavl | Superliga | 50 | 0                | 9                | 9                | 18               | 10               | 0 | 1                    | 1                    | 2                    |                      |                      |
| 2003-2004 | Lokomotiv Iaroslavl | Superliga | 52 | 0                | 5                | 5                | 14               | 3                | 0 | 0                    | 0                    | 0                    |                      |                      |
| 2004-2005 | Lokomotiv Iaroslavl | Superliga | 54 | 3                | 1                | 4                | 22               | 9                | 0 | 0                    | 0                    | 6                    |                      |                      |
| 2005-2006 | Lokomotiv Iaroslavl | Superliga | 51 | 1                | 6                | 7                | 42               | 11               | 1 | 2                    | 3                    | 0                    |                      |                      |
| 2006-2007 | Lokomotiv Iaroslavl | Superliga | 54 | 2                | 5                | 7                | 24               | 7                | 0 | 0                    | 0                    | 4                    |                      |                      |
| 2007-2008 | Lokomotiv Iaroslavl | Superliga | 46 | 1                | 2                | 3                | 18               | 16               | 0 | 2                    | 2                    | 4                    |                      |                      |
| 2008-2009 | Lokomotiv Iaroslavl | KHL       | 55 | 1                | 1                | 2                | 26               | 19               | 0 | 0                    | 0                    | 10                   |                      |                      |
| 2009-2010 | Lokomotiv Iaroslavl | KHL       | 56 | 3                | 1                | 4                | 18               | 17               | 0 | 1                    | 1                    | 2                    |                      |                      |
| 2010-2011 | Lokomotiv Iaroslavl | KHL       | 37 | 0                | 5                | 5                | 16               | 18               | 0 | 1                    | 1                    | 4                    |                      |                      |

### En équipe nationale
| Année | Compétition          |   | PJ | B | A | Pts | Pun                         |  | Résultat |
| 1998  | Championnat du monde | 6 | 0  | 0 | 0 | 0   | Cinquième place             |  |          |
| 2001  | Championnat du monde | 7 | 0  | 1 | 1 | 0   | Éliminée en quart de finale |  |          |
| 2002  | Championnat du monde | 9 | 0  | 1 | 1 | 6   | Médaille d'argent           |  |          |
| 2006  | Jeux olympiques      | 8 | 0  | 2 | 2 | 6   | Quatrième place             |  |          |
| 2006  | Championnat du monde | 7 | 0  | 1 | 1 | 8   | Éliminée en quart de finale |  |          |